# Hyla aurantiaca
"Hyla" aurantiaca
Espèce
"Hyla" aurantiaca est une espèce d'amphibiens de la famille des Hylidae du Suriname dont la position taxonomique est incertaine (Incertae sedis).

## Synonymie
Hyla aurantiaca Daudin, 1802 est un synonyme de Sphaenorhynchus lacteus (Daudin, 1800).

## Publication originale
- Laurenti, 1768 : Specimen medicum, exhibens synopsin reptilium emendatam cum experimentis circa venena et antidota reptilium austriacorum Vienna Joan Thomae, p. 1-217 (texte intégral).